# Sungai Lembing

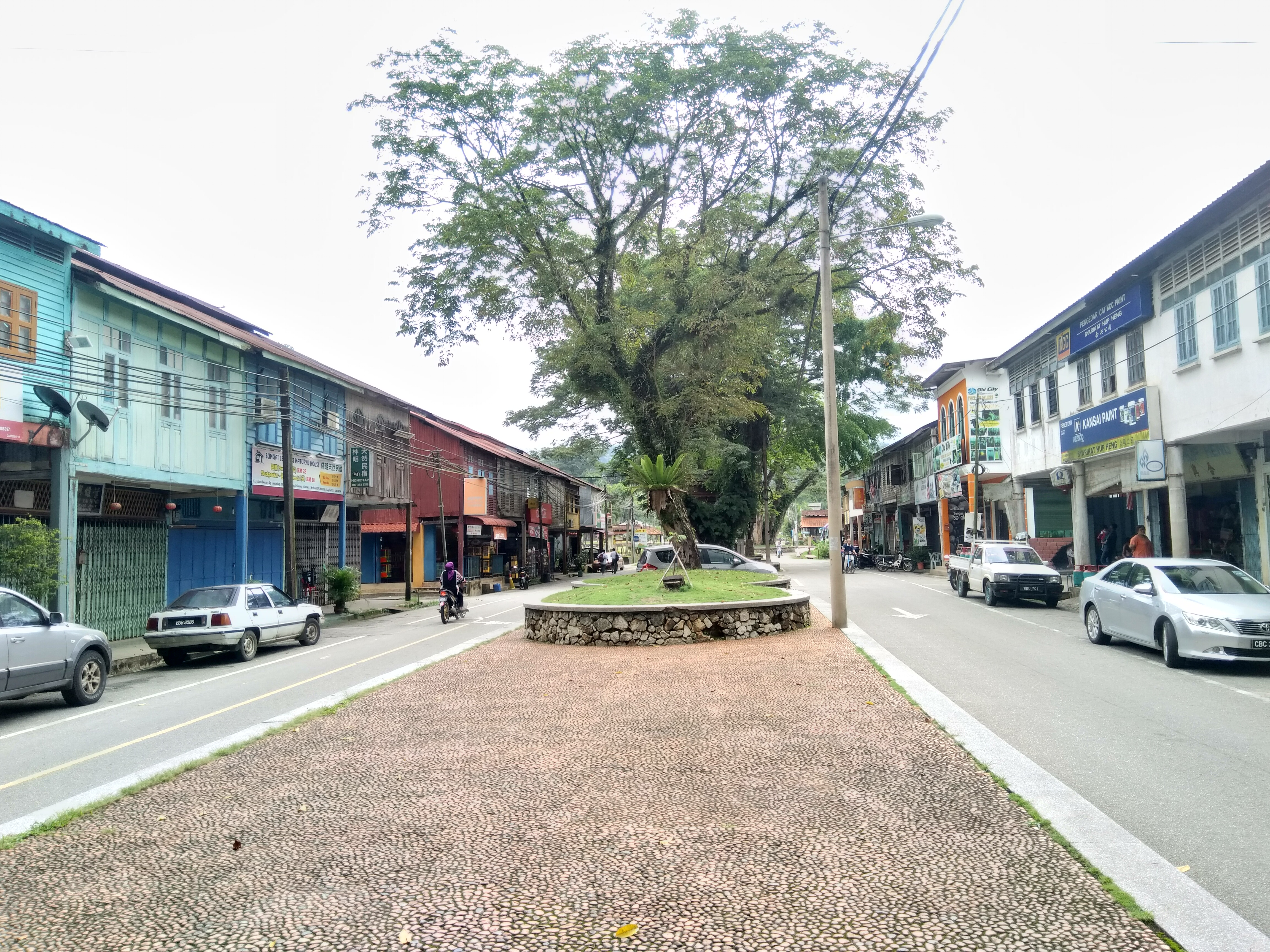
The street view of the town of Sungai Lembing

Sungai Lembing est une ville minière spécialisée dans l'étain, dans le district de Kuantan, et l'État de Pahang, en Malaisie. Selon la légende locale, le souverain local a eu la vision d'une lance dans la rivière voisine et il a nommé sa ville en s'inspirant de cette vision.
Jusqu'aux années 1860, Sungai Lembing a été l'un des principaux producteurs mondiaux d'étain. La ville s'est développée dans les années 1880, quand les Britanniques établissent l'exploitation des mines d'étain au service de leur industrie, bien que l'histoire de l'exploitation minière dans cette région remonte à beaucoup plus loin. 
À partir de 1891, la Société en commandite De Pahang consolidés, (PCCL), qui était sous contrôle Britannique, a obtenu une concession pour 120 ans sur les mines de la région. PCCL géré la mine à partir de 1906 jusqu'à sa liquidation en 1986, lorsque le marché mondial et les prix de l'étain se sont effondrés, rendant les coûts d'exploitation trop élevés. 
Un musée sur les mines d'étain de l'industrie a été ouvert en 2003, dans un ancien bungalow, qui abrite une collection consacrée à l'exploitation minière et des artéfacts.
Dans les années 1940, environ 1 400 personnes travaillaient dans la mine. 
Depuis 2014, une grande partie de la forêt tropicale entourant la populaire Cascade arc-en-ciel a été dégagé pour laisser place à une plantation de palmiers à huile.

## Personnalités notables
- La danseuse de ballet, Charlotte Diana y est né en 1921.